# Великий Луб’янчик
Великий Луб'янчик — річка в Україні, у межах Хустського району Закарпатської області. Ліва притока Лисичанки.

## Опис
Довжина 16 км, площа басейну 93 км². Похил річки 72 м/км. Річка типово гірська. Долина вузька, заліснена.

## Розташування
Великий Луб'янчик — бере початок при західних схилах гори Кук (масив Полонина Боржава), на схід від села Лисичово.Злитям з річкою Васькова в урочищі Переділя утворюється річка Лисичанка.

## Притоки
Великий Щавський, Залука, Малий Щавчик (праві)
Кам'яний, Малий Луб'янчик, Омелистий (ліві)

## Цікаві факти
- У минулому долиною річки проходила одна з гілок Боржавської вузькоколійної залізниці.
- Долиною річка пролягає шлях до гори Кук